# Construcția de nave
Format:Infocaseta Inginerie
Construcția de nave este domeniul tehnic care are ca obiect realizarea de nave și alte ambarcațiuni. În epoca modernă vasele sunt construite în șantiere navale specializate.